# Van Schaeck Mathonsingel 10

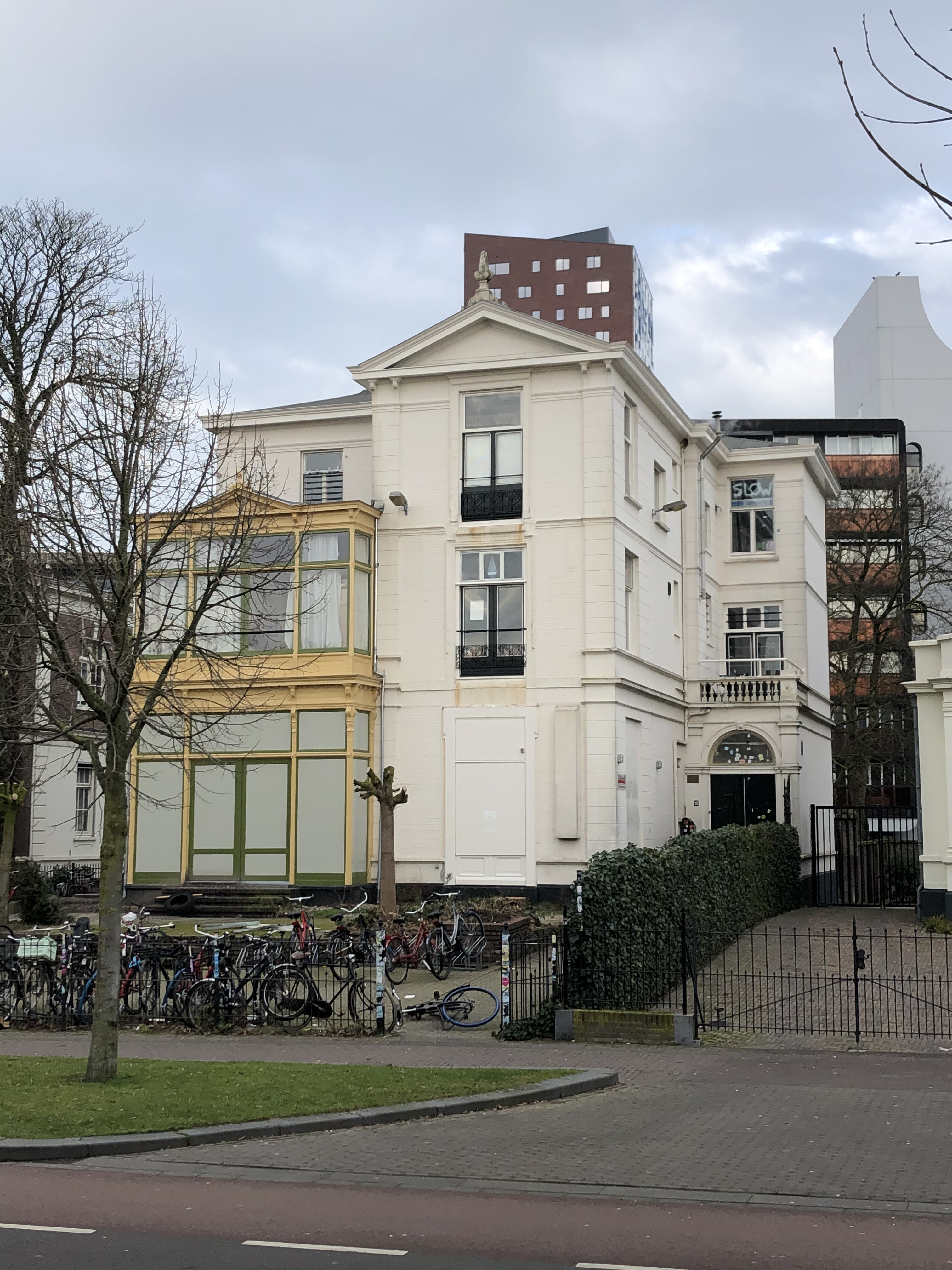
Van Schaeck Mathonsingel 10, tegenwoordig "Villa van Schaeck".

Het pand aan de Van Schaeck Mathonsingel 10 in Nijmegen dat tegenwoordig de Villa van Schaeck genoemd wordt, is een studentensociëteit die eigendom is van de Stichting Studentenvoorzieningen Nijmegen (SNN). 
Het pand is gelegen aan de Van Schaeck Mathonsingel. Deze straat vormt de verbinding tussen het Stationsplein bij Station Nijmegen en het Keizer Karelplein.
De vrijstaande witte villa ligt in de 19e-eeuwse stadsuitleg, die op gemeentelijk niveau aangewezen is als beschermd stadsbeeld. Het pand is daarbinnen aangewezen als "stadsbeeldobject".
De villa was sinds de jaren 20 in het bezit van de Katholieke Universiteit Nijmegen en werd gebruikt voor onderwijsdoeleinden.

## Voormalig poppodium
Het pand bood vanaf de jaren 50 van de twintigste eeuw onderdak aan studentenvereniging Diogenes en wordt in de volksmond de Villa genoemd. Op het poppodium van Diogenes traden onder andere The Police, The Cure, Chris & Cosey, Herman Brood en Frank Boeijen op.

## Huidig gebruik
Na het faillissement van Diogenes in 2005 werd het pand in 2006 omgedoopt tot Villa van Schaeck. Het biedt onderdak aan meerdere studentenverenigingen en studentenorganisaties, waaronder Nijmeegse Studentenvereniging de Navigators, tennisclub N.S.L.T.C. Slow, A.S.V. Karpe Noktem, hockeyvereniging NSHC Apeliotes, zeilvereniging N.S.Z.V. De Loefbijter, AEGEE-Nijmegen, VGSN Thesaurum Quaeritans.

## Bestuur Stichting Villa van Schaeck
Om een goede samenwerking binnen de Villa te houden is er een bestuur aangesteld. Het bestuur zorgt in samenwerking met de studentenverenigingen voor het dagelijks beheer van het pand. 